# 辽秃蝗属
辽秃蝗属（学名：Liaopodisma），是直翅目剑角蝗科黑蝗亚科秃蝗族的一个属，分布于中国辽宁省及台湾等地区。

## 物种
截止2023年5月，直翅目物种档案在线系统（Orthoptera Species File）收录本属3种：
- 千山辽秃蝗 Liaopodisma qinshanensis Zheng, 1990
- 台中辽秃蝗 Liaopodisma taichungensis Yin, Chen & Yin, 2013
- 台湾辽秃蝗 Liaopodisma taiwanensis Yin, Chen & Yin, 2013